# Joey (televisieserie)
Joey is een komedieserie (sitcom) van NBC met in de hoofdrol Matt LeBlanc die de rol van Joey Tribbiani vertolkt.
De serie is een spin-off van 'Friends' en werd begin 2006 door NBC wegens gebrek aan populariteit na aflevering 14 van het 2e seizoen geannuleerd. Seizoen 2 verscheen echter wel volledig op dvd. In een aantal landen, waaronder Noorwegen, Nieuw-Zeeland en Nederland, werd later ook heel seizoen 2 op tv uitgezonden.
Joey is een personage uit de komische serie 'Friends'. Hij verhuist naar Los Angeles om daar zijn acteerwerk te doen en trekt voorlopig bij zijn zus Gina en haar zoon Michael in. Joey verhuist niet veel later naar een ander appartement, niet ver bij Gina vandaan. Gina's zoon Michael besluit om bij zijn oom in te trekken. Inmiddels heeft Gina een relatie met Joeys oude vriend Jimmy, die later ook de vader van Michael blijkt te zijn.

## Personages

### Michael, Joeys neefje
De rol van Joeys neefje Michael wordt gespeeld door Paulo Costanzo. Michael verafgoodt zijn oom Joey om zijn talent om met enorme aantallen vrouwen uit te gaan. Hij is zelf teruggetrokken en verlegen in het gezelschap van meisjes. Hij heeft heel goed door dat hij erg beschermd is opgevoed en dat zijn moeder Gina hem tot zijn zevende borstvoeding gegeven heeft. Michael is een grote fan van 'Star Trek: The Next Generation' en 'Star Wars'. Hij is erg intelligent, geniaal in wiskunde en een student aan het Caltech. Met zijn rivaal Seth werkt hij regelmatig aan raketuitvindingen. Hij is een duidelijke tegenpool van zijn praktisch ingestelde moeder en zijn oom Joey. Hij ziet Joey als een grote broer en vaderfiguur, zelfs als zijn biologische vader Jimmy weer een rol speelt in Gina’s liefdesleven.

### Alex Garrett
Alex Garrett is Joeys buurvrouw, huurbazin en vriendin. Haar rol wordt vertolkt door Andrea Anders. Ze is een goed opgeleid en erg knappe, maar ietwat onnozele blonde advocate. Ze heeft gestudeerd op Pepperdine University. Aanvankelijk is ze geïntimideerd, maar ook geïntrigeerd door Joeys praktisch ingestelde en stoere oudere zus Gina. Later worden de vrouwen echter goede vriendinnen. Onder Gina’s invloed wordt Alex wat extraverter in haar kleding en gedrag. Het is Alex een raadsel hoe Joey aan zijn ‘gave’ komt om te weten wanneer ze een slip draagt. Ze is een vaste gast in het huis van Joey en Michael. Ze raakt goed bevriend met Joey en deelt met hem haar huwelijksproblemen. Haar man is een professionele orkestmuzikant, die meestal van huis is. Tegen het einde van seizoen 1 hebben Alex en Joey een onenightstand, nadat Alex gaat scheiden van haar man.

### Gina Tribbiani
Drea de Matteo speelt Joeys oudere zus Gina Tribbiani. Ze is sexy, knap, temperamentvol, een beetje sletterig in kledingstijl, promiscue, niet bijzonder slim maar erg bijdehand. Ze is een liefdevolle, maar overbezorgde en dominante moeder. Jarenlang heeft ze haar geniale zoon Michael in de waan gelaten dat ze 22 was toen hij geboren werd, en niet 16. Ze refereert verder aan deze gebeurtenis als het enige wat ze echt goed gedaan heeft. Gina en Joey zijn niet alleen broer en zus, maar ook goede vrienden. Hun overeenkomst is dat ze een grote aantrekkingskracht hebben op het andere geslacht en vaak avondjes uitgaan. Eerst werkte Gina als kapper, maar in seizoen 2 werkt ze als secretaresse voor Joeys agente Bobbie, die haar aangenomen heeft om haar vrijpostige en intimiderende manieren. Joeys zussen uit 'Friends' hebben geen enkele rol in de spin-off.

### Bobbie Morganstern
Joeys oversekste agente Bobbie Morganstern wordt gespeeld door Jennifer Coolidge. Bobbie is naar verluidt de op 11 na machtigste vrouw in Hollywood. Ze is knap en stijlvol. Ze heeft een oogje op Joeys neefje Michael. Ze vermaakt zich door rotgeintjes uit te halen met haar kantoorassistente en door zichzelf schokken toe te dienen met een stroomstootwapen. Ze is ongeduldig, bazig, agressief, erg vermakelijk en een beetje onnozel. Ze lacht om alles en iedereen, inclusief haar cliënt Joey.
Coolidge speelde ook een rol in 'Friends', als Amanda Buffamonteezi.

### Zach
Zach, gespeeld door Miguel A. Núñez jr., is een personage dat in seizoen twee werd toegevoegd als een van Joeys beste vrienden. Hij werd al snel een van Joeys beste vrienden. Zach heeft een interessante loopbaan, van figurant op tv tot regisseur van amateurtoneelstukken. Zach lijkt geen huis te hebben. Hij is eens bezig met de productie van een film die een kaskraker moet worden, en daarbij blijkt dat hij op dat moment in Joeys trailer woont. In één episode zijn Zach en Joey allebei dronken en trouwen ze in Tijuana, mogelijk als een parodie op de bruiloft van Ross en Rachel in de laatste episode van het vijfde seizoen van 'Friends'. Mogelijk als eerbetoon aan Joey en Chandler komt het ook een keer voor dat Joey en Zach met elkaar ruziën als een getrouwd stel, waarbij Zach de vrouwelijke rol voor zijn rekening neemt. Zachs laatste verschijning was in 'Joey and the Big Movie'. Núñez was afwezig in de laatste vijf episodes, omdat hij een andere baan gevonden had. Zach zelf noch zijn afwezigheid werden binnen de serie genoemd.

### Jimmy, de vader van Michael
Adam Goldberg speelt de rol van Jimmy, de vader van Michael. Deze heeft nooit geweten wie zijn vader was, maar komt erachter in het tweede seizoen. Gina vertelt dat zij vroeger een relatie had met Jimmy. Jimmy was vroeger een goede vriend van Joey. Nadat Jimmy en Gina weer bij elkaar komen, en ook gaan trouwen, komt hij ook vaak voor in de serie.
Trivia: Adam Goldberg vertolkte ook een rol in drie afleveringen van 'Friends' als Eddie Manoick, de nieuwe kamergenoot van Chandler.